# サナギタケ
サナギタケ（蛹茸、学名: Cordyceps militaris〈コルディセプス・ミリタリス〉）はノムシタケ属に属する菌類の一種。

## 概要
サナギタケはチョウ目の幼虫や蛹から生じる冬虫夏草類（昆虫寄生菌）の一種。子実体はオレンジ色の棍棒状である。発生時期は地域によって違いがあり、初夏から秋にかけて発生する。サナギタケは北冬虫夏草、北虫草などの別名を持っている。

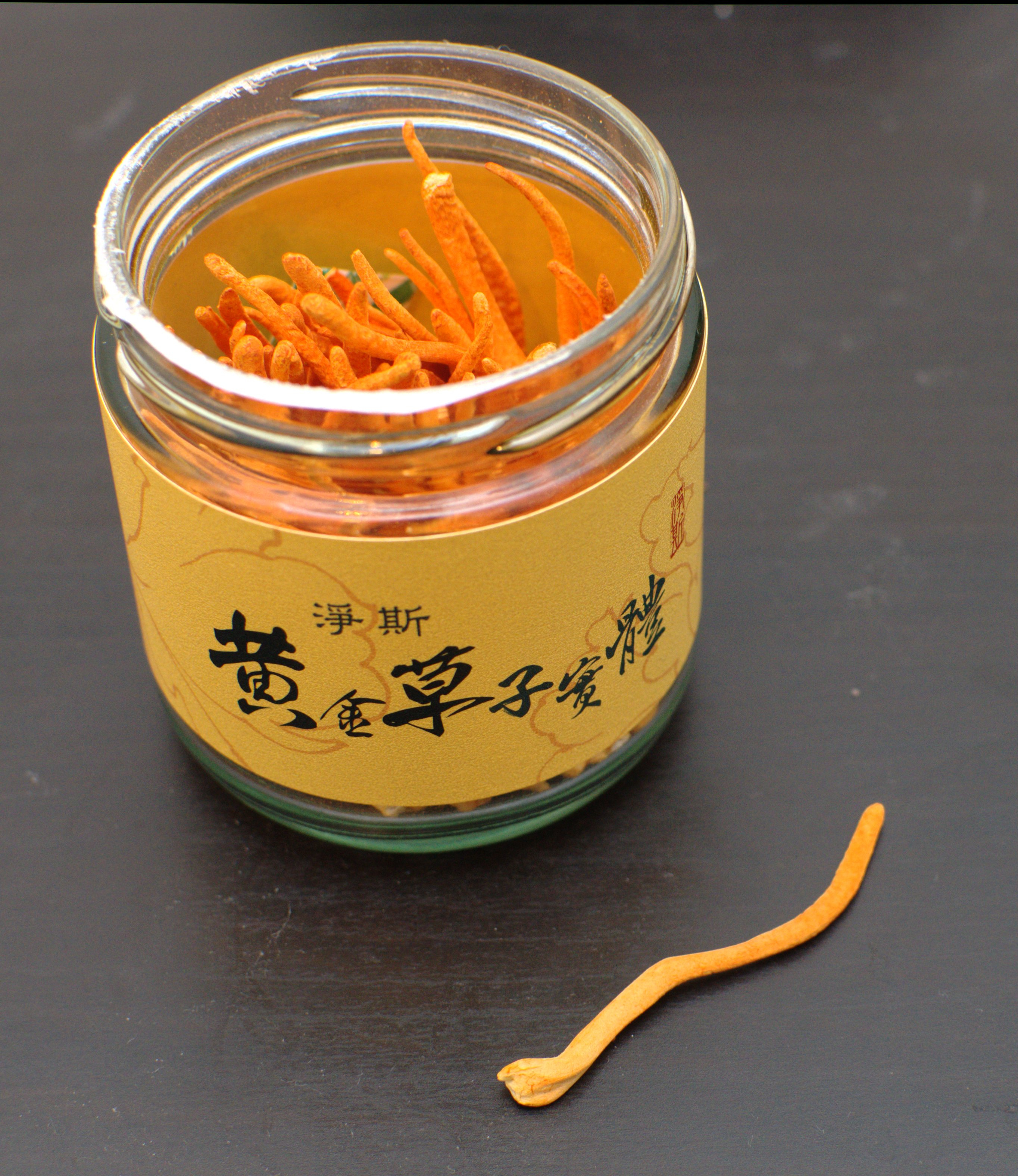
台湾で商業栽培されたサナギタケの瓶詰

本種には薬効成分のあるコルジセピンという成分を含んでおり、漢方薬として利用される。
高級中華料理食材や、漢方薬の原料として、カイコやヨトウガの蛹などで生産技術の開発が行われている。